# Маунт Кори (Охајо)
Маунт Кори (енгл. Mount Cory) град је у америчкој савезној држави Охајо.

## Демографија
По попису из 2010. године број становника је 204, што је 1 (0,5%) становника више него 2000. године.
| Група             | 2000.       | 2010.       |
| Белци             | 197 (97,0%) | 196 (96,1%) |
| Афроамериканци    | 0 (0,0%)    | 0 (0,0%)    |
| Азијати           | 0 (0,0%)    | 3 (1,5%)    |
| Хиспаноамериканци | 2 (1,0%)    | 0 (0,0%)    |
| Укупно            | 203         | 204         |